# Ferrimagnetisme

Twee voorbeelden van instelling van de magnetisering in een ferrimagnetisch kristalrooster

Ferrimagnetisme is een bijzondere vorm van antiferromagnetisme. Bij antiferromagneten (zoals puur Cr) is de sterkte van de elkaar tegenwerkende naburige spins gelijk, maar bij ferrimagnetische materialen is dit niet het geval. Een ferrimagneet gedraagt zich dus als een ferromagneet: hij heeft een netto magnetisch moment.
De oorsprong van ferro-, ferri- en antiferromagnetisch gedrag ligt in de zogenaamde exchangekracht, die op zijn beurt zijn oorsprong vindt in het Pauli-principe. De exchangekracht is zeer sterk afstandsafhankelijk (hij reikt maar enkele roosterafstanden ver). Bij ferri- en antiferromagneten is de exchangekracht tegengesteld gericht aan de spin.
Ferrimagnetisme is uitsluitend mogelijk in materialen met zogenaamde subroosters: de atomen met een grotere spin wisselen zich in het rooster af met atomen met een kleiner spinmoment. Het is niet zo dat subroosters leiden tot ferrimagnetisme: de exchange kan ook tussen atomen in subroosters met de spin mee gericht zijn.
Een bekende klasse van ferrimagnetische materialen zijn de ferrieten.